# Viera Pirker
Viera Pirker (* 1977 in Tübingen) ist eine römisch-katholische Theologin, Professorin für Religionspädagogik und Mediendidaktik und Vizepräsidentin für Studium und Lehre an der Goethe-Universität Frankfurt am Main.

## Leben
Nach dem Abitur am Uhland-Gymnasium Tübingen studierte Pirker Katholische Theologie an der Eberhard-Karls-Universität Tübingen und 1999/2000 an der Hebrew University Jerusalem im Rahmen des Studienprogramms „Studium in Israel“. Nach dem Diplom in Katholischer Theologie 2003 wechselte sie an die Philosophisch-Theologische Hochschule Sankt Georgen in Frankfurt am Main als Wissenschaftliche Mitarbeiterin am Seminar für Religionspädagogik, Katechetik und Didaktik. Sie promovierte 2012 zu psychologischen Entwicklungstheorien der Identität in der Anwendung auf pastorale Zusammenhänge am dortigen Institut für Pastoralpsychologie und Spiritualität bei Klaus Kießling. Sie arbeitete 2010–2013 als Lehrerin an verschiedenen Schulen in Frankfurt und ab 2013 als Referentin für die Weiterbildung von Lehrkräften im Fach Katholische Religion am Pädagogischen Zentrum der Bistümer im Land Hessen. Sie übernahm zudem Lehraufträge an der Katholischen Hochschule Mainz, der Universität Graz, der Universität Kassel, der Universität Duisburg-Essen. Seit 2016 arbeitete Pirker als Wissenschaftliche Mitarbeiterin (Postdoc) am Institut für Praktische Theologie der Katholisch-Theologischen Fakultät der Universität Wien. 2020 vertrat sie die Professur für Praktische Theologie und Religionspädagogik an der Justus-Liebig-Universität Gießen.
Seit 2020 ist Pirker Professorin für Religionspädagogik und Mediendidaktik an der Goethe-Universität Frankfurt und hat die Akademische Leitung des Masterstudiengangs „Religion - Medien - Interkulturalität“ inne. Von 2022 bis 2024 war sie Studiendekanin des Fachbereichs Katholische Theologie mit Verantwortung für die Lehramtsstudiengänge des Fachbereichs, seit 2024 ist sie Vizepräsidentin für Studium und Lehre der Goethe-Universität.
Schwerpunkte ihrer Forschung sind religiöse Bildung in einer Kultur der Digitalität, Visuelle Religionskulturen, Identität und Pluralität, Medienbildung und Bildungsmedien, sowie die Entwicklung einer zeitgemäßen fachdidaktischen Professionalisierung für Lehrkräfte. Sie ist Mitglied der AKRK, der ISMRC, der Research Plattform Mediatized Lifeworlds, der Internationalen Forschungsgruppe Film und Theologie und im Beirat der Fachzeitschrift Katechetische Blätter.

## Publikationen (Auswahl)
- fluide und fragil. Identität als Grundoption zeitsensibler Pastoralpsychologie (Zeitzeichen; 31). Grünewald, Ostfildern 2013.
- Regina Polak, Andrea Lehner-Hartmann, Viera Pirker, Katja Fraunbaum: Migrationskompass: Von Angst bis Zuversicht. Leben und Lernen von mit geflüchteten Menschen. Erste Foundation, Wien 2018.
- mit Maria Juen: Religion – (k)ein Fach wie jedes andere. Spannungsfelder und Perspektiven in der kompetenzorientierten Leistungsbeurteilung (Religionspädagogik innovativ; 26). Kohlhammer, Stuttgart 2018.
- als Hrsg. mit Forschungsgruppe Remember: Erinnerung an den Holocaust im Religionsunterricht. Empirische Einblicke und didaktische Impulse (Religionspädagogik innovativ, 35). Kohlhammer, Stuttgart 2020.
- als Hrsg. mit Andrea Lehner-Hartmann: Religiöse Bildung - Perspektiven für die Zukunft. Interdisziplinäre Impulse für Religionspädagogik und Theologie. Grünewald, Ostfildern 2021.
- als Hrsg. mit Christian Fröhling, Jakob Mertesacker, Theresia Strunk: Wagnis Mensch werden. Eine theologisch-praktische Anthropologie. Vandenhoeck und Ruprecht, Göttingen 2022.
- als Hrsg. mit Klara Pišonić: Virtuelle Realität und Transzendenz. Theologische und didaktische Erkundungen. Herder, Freiburg 2022.
- als Hrsg. mit Joachim Valentin: Kirche, Kult und Krise. Christentum im neueren Film (Religion, Film, Media; 10). Schüren, Marburg 2023.
- als Hrsg. mit Paula Paschke: Religion auf Instagram. Analysen und Perspektiven. Herder, Freiburg 2024.